# Heinie Conklin

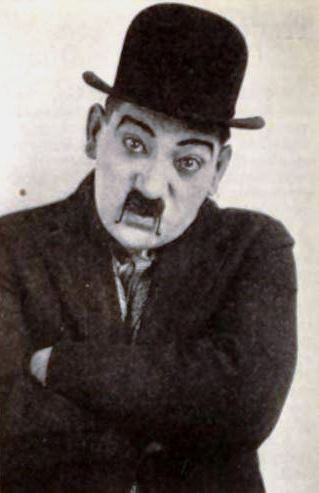
Heinie Conklin (1921)

Heinie Conklin (* 15. Juli 1886 in San Francisco, Kalifornien als Charles John Conklin; † 30. Juli 1959 in Hollywood, Kalifornien) war ein US-amerikanischer Schauspieler und Komiker. Während der Stummfilmzeit ein populärer Komiker, versank seine Filmkarriere mit Beginn des Tonfilmes in die Bedeutungslosigkeit. Bis zu seinem Tod trat er als Schauspieler in insgesamt über 500 Filmen und Fernsehserien auf.

## Leben

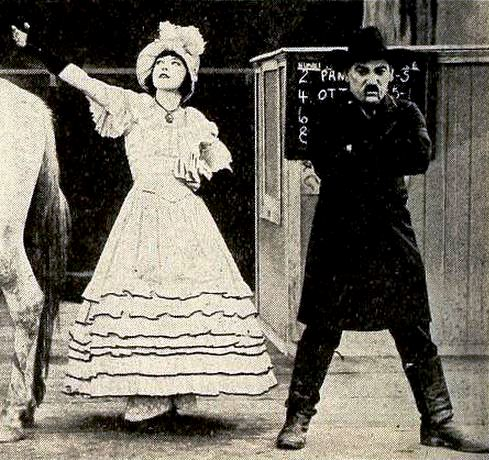
Heinie Conklin neben Marie Prevost in Uncle Tom Without a Cabin (1919)

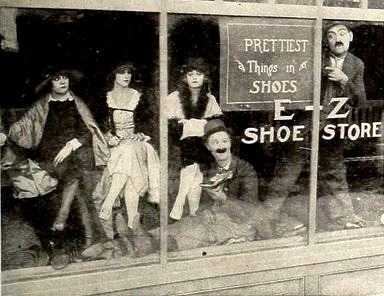
Heinie Conklin (rechts) als Schuhverkäufer mit Ben Turpin in Cupid's Day Off (1919)

Charles John Conklin absolvierte sein Filmdebüt 1915 mit 29 Jahren im gerade erst entstandenen Hollywood. Schnell spezialisierte Conklin sich auf Kurzfilm-Komödien und erhielt einen Vertrag beim Komödienproduzenten Mack Sennett von den Keystone Studios. Wie viele andere Stummfilmkomiker hatte auch Conklin seine bestimmten Markenzeichen, nämlich die großen Augenbrauen und den markanten „Chinesenbart“, sehr ähnlich dem von Charlie Chan. Er wählte den Künstlernamen Heinie Conklin, ließ sich allerdings gelegentlich auch unter seinem bürgerlichen Namen Charles Conklin sowie unter dem zweiten Künstlernamen Charles Lynn in den Film-Credits erwähnen. Als bekannter Nebendarsteller unterstützte er zahlreiche populäre Komiker seiner Zeit, darunter etwa regelmäßig Ben Turpin. In einigen Produktionen übernahm Conklin auch selbst Hauptrollen. Ab den 1920er-Jahren spielte er zunehmend auch in anderen Genres und Langfilmen, darunter in Stummfilm-Western oder in den Rin-Tin-Tin-Filmen. Außerdem absolvierte er kleinere Auftritte in Charlie Chaplins Komödien Goldrausch (1925; als Goldsucher), Der Zirkus (1928; als Clown) und Moderne Zeiten (1936; als Fließbandarbeiter).
Mit Einführung des Tonfilmes Ende der 1920er-Jahre fanden sich viele vormals populäre Stummfilmdarsteller plötzlich nur noch in kleinen Rollen wieder, ein Schicksal, das auch Heinie Conklin teilte. Einer seiner ersten Tonfilme war der Antikriegsfilm Im Westen nichts Neues (1930), in welchem er in seinem vielleicht bedeutendsten Tonfilm-Auftritt den wenig einfühlsamen Hospitalpatienten Joseph Hammacher verkörperte. Anschließend erhielt er meist nur noch unbedeutende Komparsenrollen in Filmen wie Sie tat ihm unrecht (1933), Die besten Jahre unseres Lebens (1946), Liebling, ich werde jünger (1952) und A Star Is Born (1954). Nur sehr gelegentlich bekam Conklin noch nennenswerte Rollen, etwa als Handlanger im John-Wayne-Western Die Wasserrechte von Lost Creek (1933) oder an der Seite von Komikerkollegen wie den Three Stooges, Hugh Herbert und Harry Langdon in deren Kurzfilmen. Ab den 1950er-Jahren übernahm Conklin auch kleinere Gastrollen im Fernsehen. Weitab von den Zeiten seiner Popularität arbeitete er bis zu seinem Tod als Schauspieler und brachte es auf über 500 Film- und Fernsehauftritte.
Heinie Conklin war verheiratet mit Irene Blake, sie hatten zwei Söhne und eine Tochter. 1959 verstarb Heinie Conklin im Alter von 73 Jahren und wurde auf dem Chapel Of The Pines Crematory in Los Angeles beigesetzt. Ein Jahr nach seinem Tod erhielt Heinie Conklin einen Stern auf dem Hollywood Walk of Fame für seine Filmarbeit. Er war nicht verwandt mit Chester Conklin, einem weiteren Stummfilmkomödianten gleichen Namens. Beide spielten gemeinsam allerdings in mehr als 30 Filmen.

## Filmografie (Auswahl)
- 1915: His Twentieth Century Susie
- 1916: An All Around Cure
- 1919: Yankee Doodle in Berlin
- 1919: Hearts and Flowers
- 1920: Married Life
- 1924: Rin Tin Tin rettet seinen Herrn (Find Your Man)
- 1925: Goldrausch (The Gold Rush)
- 1925: Clash of the Wolves
- 1926: The Man Upstairs
- 1926: Fig Leaves
- 1927: In letzter Minute (Drums of the Desert)
- 1927: Sanatorium 'Zur Liebe' (Beware of Widows)
- 1928: Der Zirkus (The Circus)
- 1930: Im Westen nichts Neues (All Quiet on the Western Front)
- 1930: Die Drei von der Feuerwache (Soup to Nuts)
- 1931: Pioniere des wilden Westens (Cimarron)
- 1932: What Price Hollywood?
- 1932: Beine sind Gold wert (Million Dollar Legs)
- 1933: Die Wasserrechte von Lost Creek (Riders of Destiny)
- 1933: Baby Face
- 1933: The Keyhole
- 1933: Sie tat ihm unrecht (She Done Him Wrong)
- 1933: Der Detektiv und die Spielerin (Private Detective 62)
- 1933: Frisco Jenny
- 1934: Bolero
- 1934: Zwei Herzen auf der Flucht (Fugitive Lovers)
- 1934: Broadway Bill
- 1935: Die Elenden (Les Misérables)
- 1935: Ein Butler in Amerika (Ruggles of Red Gap)
- 1935: Mit Volldampf voraus (Steamboat Round the Bent)
- 1935: Man on the Flying Trapeze
- 1935: San Francisco im Goldfieber (Barbary Coast)
- 1935: Ein Arzt für alle Fälle (Society Doctor)
- 1936: Moderne Zeiten (Modern Times)
- 1936: Nimm, was du kriegen kannst (Come and Get It)
- 1936: Dünner Mann, 2. Fall (After the Thin Man)
- 1936: Drei süße Mädels (Three Smart Girls)
- 1937: Stella Dallas
- 1937: 100 Mann und ein Mädchen (One Hundred Men and a Girl)
- 1939: Damals in Hollywood (Hollywood Calvacade)
- 1939: Charlie Chan auf der Schatzinsel (Charlie Chan at Treasure Island)
- 1939: Charlie Chan in Reno
- 1940: Der Westerner (The Westerner)
- 1940: Second Chorus
- 1941: Urlaub vom Himmel (Here Comes Mr. Jordan)
- 1941: I Wake Up Screaming
- 1942: Der große Wurf (The Pride of the Yankees)
- 1943: So This Is Washington
- 1944: Abenteuer im Harem (Lost in a Harem)
- 1944: Weihnachtsurlaub (Christmas Holiday)
- 1945: Zu klug für die Liebe (Without Love)
- 1946: Die besten Jahre unseres Lebens (The Best Years of Our Lives)
- 1946: Smoky, König der Prärie (Smoky)
- 1947: Ein Doppelleben (A Double Life)
- 1947: Pauline, laß das Küssen sein (The Perils of Pauline)
- 1947: Hoppla, hier kommt Merton! (Merton of the Movies)
- 1947: Ehebruch (The Unfaithful)
- 1948: Die Ungetreue (Unfaithfully Yours)
- 1948: Geladene Pistolen (Loaded Pistols)
- 1948: Fünf auf Hochzeitsreise (Family Honeymoon)
- 1949: Ring frei für Stoker Thompson (The Set-Up)
- 1949: The Stratton Story
- 1949: Neptuns Tochter (Neptune's Daughter)
- 1949: Der Mann, der zu Weihnachten kam (Mr. Soft Touch)
- 1949: Die Goldräuber von Tombstone (Bad Men of Tombstone)
- 1949: Spielfieber (The Lady Gambles)
- 1950: Dein Leben in meiner Hand (Woman in Hiding)
- 1950: Der Scharfschütze (The Gunfighter)
- 1950: Der gebrochene Pfeil (Broken Arrow)
- 1950: Der geheimnisvolle Ehemann (The Jackpot)
- 1951: As Young as You Feel
- 1951: Unsichtbare Gegner (Santa Fe)
- 1951: Strandräuber in Florida (The Barefoot Mailman)
- 1952: Liebling, ich werde jünger (Monkey Business)
- 1952: Die Legion der Verdammten (Les Misérables)
- 1952: Stärker als Ketten (Carbine Williams)
- 1952: Mit einem Lied im Herzen (With a Song in My Heart)
- 1952: Park Row
- 1952: Liebe, Pauken und Trompeten (Stars and Stripes Forever)
- 1952: Lockruf der Wildnis (Lure of the Wilderness)
- 1952: Aus Liebe zu Dir (Because of You)
- 1952: Die roten Teufel von Arizona (Flaming Feather)
- 1953: Polizei greift ein (Pickup on South Street)
- 1953: Madame macht Geschichte(n) (Call Me Madam)
- 1954: Die gebrochene Lanze (Broken Lance)
- 1954: Prinz Eisenherz (Prince Valiant)
- 1954: Ein neuer Stern am Himmel (A Star Is Born)
- 1955: Abbott und Costello als Gangsterschreck (Abbott and Costello Meet the Keystone Kops)
- 1956: Pulverdampf und heiße Lieder (Love Me Tender)
- 1957: Der Mann mit den 1000 Gesichtern (Man of a Thousand Faces)
- 1957: Giftiger Schnee (A Hatful of Rain)
- 1959: Der Revolverheld von Laredo (Gunmen from Laredo)